# Litoria everetti
A Litoria everetti a kétéltűek (Amphibia) osztályának békák (Anura) rendjébe,  a Pelodryadidae családba, azon belül a Pelodryadinae alcsaládba tartozó faj. A faj tudományos neve Alfred Hart Everett brit gyarmati vezetőnek és zoológusnak állít emléket.

## Előfordulása
A faj Indonéziában és Kelet-Timoron honos. Természetes élőhelye a szubtrópusi vagy trópusi száraz erdők, bozótosok, folyók, időszakos folyók, mocsarak.